# Japan Post Holdings
Japan Post Holdings é uma empresa fundada em 23 Janeiro de 2006, pertencente ao governo japonês que opera todo o serviço postal do Japão, em 2011 a empresa foi classificada como a 9° maior empresa do mundo de acordo com a Fortune Global 500.